# Peter Schöne (Fußballspieler)

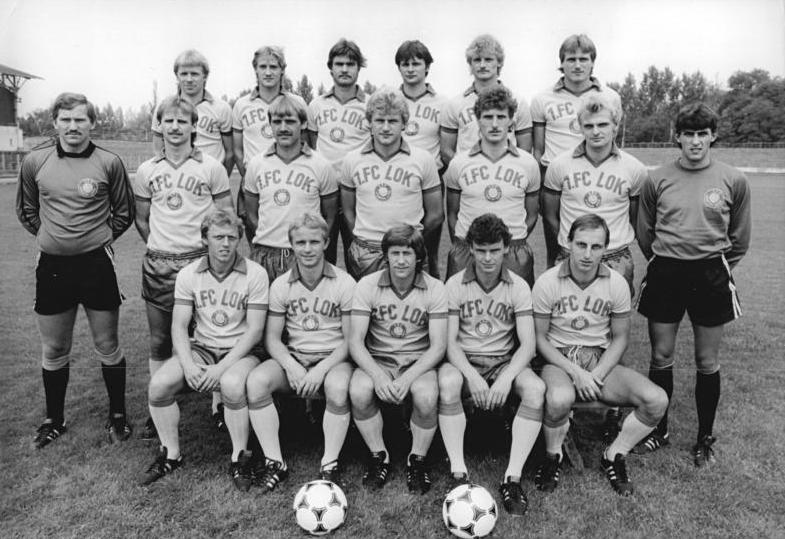
Peter Schöne (mitte reihe, dritter vorn rechts) mit 1. FC Lokomotive Leipzig in 1983

Peter Schöne (* 26. September 1958) ist ein ehemaliger deutscher Fußballspieler, der in den 1970er und 1980er Jahren für Dynamo Dresden und den 1. FC Lokomotive Leipzig in der DDR-Oberliga, der höchsten Spielklasse im DDR-Fußball, aktiv war. Er ist DDR-Juniorennationalspieler.

## Sportliche Laufbahn
Bereits im Juniorenalter wurde Peter Schöne von Dynamo Dresden im Männerbereich eingesetzt. In der Saison 1975/76 bestritt er für die 2. Mannschaft in der zweitklassigen DDR-Liga drei Spiele und erzielte auch ein Tor. Im Oktober 1976 absolvierte er als Stürmer ein Länderspiel mit der DDR-Juniorennationalmannschaft. Am 12. März 1977 kam der 1,83 m große Schöne zu seinem ersten und einzigem Oberligaeinsatz bei Dynamo Dresden, als er in der Begegnung FC Carl Zeiss Jena – Dynamo (0:2) für vier Minuten für Linksaußenstürmer Gert Heidler eingewechselt wurde. Hauptsächlich war er in dieser Saison in der Nachwuchsoberliga eingesetzt worden.
Von 1977 bis 1980 spielte Schöne als Angehöriger der Nationalen Volksarmee bei der Armeesportgemeinschaft Vorwärts Kamenz, zunächst zwei Spielzeiten in der drittklassigen Bezirksliga Dresden. 1979 wurde er mit der ASG Bezirksmeister und stieg in die DDR-Liga auf. Dort bestritt er in der Saison 1979/80 21 der 22 Punktspiele und wurde mit sieben Treffern bester Torschütze der Kamenzer. Nach weiteren fünf DDR-Liga-Spielen in der Folgesaison wurde er im Oktober 1980 aus der Armee entlassen. Schöne fragte bei Dynamo Dresden nach, ob man dort noch mit ihm plane oder er sich einen neuen Verein suchen solle. Ihm wurde letzteres nahegelegt. Daraufhin entschied er sich für einen Wechsel zu Wismut Gera, das in der DDR-Liga spielte. Zwei Wochen vor seiner Entlassung bestritt Vorwärts Kamenz aber ein Freundschaftsspiel beim 1. FC Lok Leipzig, wobei Schöne bei den Leipziger Verantwortlichen einen so guten Eindruck hinterließ, dass sie ihn verpflichten wollten. Wismut Gera wollte Schöne keine Steine in den Weg legen, Dynamo Dresden war mit einem Wechsel zu einem Oberligakonkurrenten jedoch nicht einverstanden und setzte eine Sperre für die Saison 1980/1981 durch.
Zur Saison 1981/82 erkämpfte sich Schöne sofort einen Stammplatz in der Oberligamannschaft des 1. Lok, indem er im Angriff spielend 23 der 26 ausgetragenen Punktspiele bestritt und drei Tore erzielte. Seinen Status als Stammspieler konnte er bis zum Ende der Saison 1984/85 behaupten. In diesen vier Spielzeiten brachte er es auf 91 von 104 möglichen Oberligaeinsätzen und erzielte dabei 16 Tore. In der Saison 1985/86 stand Schöne nur viermal in der Startelf und bestritt insgesamt nur zwölf Oberligaspiele, in denen er aber noch zwei Tore erzielte. Zwar wurde er in der Saison in sechs der acht Pokalspiele eingesetzt, wurde aber nicht im Endspiel um den DDR-Fußballpokal aufgeboten, das der 1. FC Lok mit 5:1 über den 1. FC Union Berlin gewann. Seine letzten zehn Oberligaspiele für den 1. FC Lok absolvierte Schöne in der Hinrunde der Spielzeit 1986/87, in denen er nur dreimal von Beginn an spielte und torlos blieb. Er kam allerdings auch noch in vier Spielen des Europapokals der Pokalsieger zum Einsatz.
In seiner Leipziger Zeit bestritt Schöne insgesamt 23 Europapokalspiele (11 × Pokalsiegercup, 12 × UEFA-Pokal; 2 Tore). Darunter waren die Aufsehen erregenden Siege über den FC Barcelona (2:1 – 1982), Werder Bremen (1:0 – 1983) und den AC Mailand (3:1 – 1985).
Zu Beginn der Rückrunde 1986/87 wechselte Schöne im Tausch gegen Gero Maaß zum Oberligisten Stahl Riesa. Dort reichte es auch nicht mehr zum Stammspieler, denn bis zum Ende der Saison 1987/88 kam Schöne nur zu 14 von 39 möglichen Oberligaeinsätzen, und er schoss, obwohl in der Regel als Stürmer eingesetzt, nur ein Tor. Nach 128 Oberligaspielen beendete Peter Schöne 29-jährig seine Laufbahn im höherklassigen Fußball und schloss sich als Freizeitfußballer der Drittklassen-Bezirksligavertretung von Lautex Neugersdorf an.
Schöne lebt in Dresden und betreibt eine Autowaschanlage.